# Josée Yanne
Josée Yanne est une actrice et réalisatrice française née en 1945.

## Biographie
Actrice au cours des années 1970, Josée Yanne a réalisé un seul long métrage pour le cinéma, sorti en 1992, Boulevard des hirondelles, d'après Ils partiront dans l'ivresse de Lucie Aubrac.

## Filmographie

### Actrice
- 1970 : Elle boit pas, elle fume pas, elle drague pas, mais... elle cause ! de Michel Audiard
- 1974 : Les Enquêtes du commissaire Maigret, épisode : Maigret et le corps sans tête de Marcel Cravenne (TV)
- 1974 : Juliette et Juliette de Rémo Forlani
- 1974 : Gil Blas de Santillane de Jean-Roger Cadet (série télévisée)
- 1976 : Docteur Françoise Gailland de Jean-Louis Bertuccelli
- 1976 : La ville est à nous, de Serge Poljinsky
- 1977 : Juliette et l'air du temps  de René Gilson
- 1977 : Une sale histoire de Jean Eustache
- 1979 : Le Divorcement de Pierre Barouh
- 1979 : Médecins de nuit de Bruno Gantillon, épisode : Léone (série télévisée)
- 1980 : Médecins de nuit de Peter Kassovitz, épisode : L'usine Castel (série télévisée)
- 1980 : Même les mômes ont du vague à l'âme de Jean-Louis Daniel
- 1980 : La Traque de Philippe Lefebvre (mini-série télévisée)
- 1982 : Qu'est-ce qui fait courir David ? d'Élie Chouraqui

### Réalisatrice
- 1992 : Boulevard des hirondelles
- 1997 : Le Prix de l'espoir (téléfilm)